# Huntz Hall
Pour les articles homonymes, voir Hall.
Huntz Hall est un acteur américain né le 15 août 1919 à New York, New York (États-Unis), mort le 30 janvier 1999 à North Hollywood (Californie).
Il est membre de la troupe The Bowery Boys.

## Filmographie
- 1937 : Rue sans issue (Dead End) de William Wyler : Dippy 'Dip'
- 1938 : Swingtime in the Movies (en) de Crane Wilbur : 'Crime School' Kid
- 1938 : L'École du crime (Crime School) de Lewis Seiler : Richard 'Goofy' Slade
- 1938 : Little Tough Guy (en) de Harold Young : Pig
- 1938 : Les Anges aux figures sales (Angels with Dirty Faces) de Michael Curtiz : Crab
- 1939 : Je suis un criminel (They Made Me a Criminal) de Busby Berkeley : Dippy
- 1939 : Hell's Kitchen (en) : Bingo
- 1939 : The Angels Wash Their Faces (en) de Ray Enright : Huntz Garman
- 1939 : On Dress Parade (en) : Cadet John 'Johnny' Cabot
- 1939 : Call a Messenger (en) : 'Pig'
- 1939 : Le Retour du docteur X (The Return of Doctor X) : Pinky
- 1940 : You're Not So Tough (en) de Joe May : Pig (Albert)
- 1940 : Junior G-Men (en) : Gyp
- 1940 : Give Us Wings (en) : Pig
- 1941 : Hit the Road (en) : Pig
- 1941 : Bowery Blitzkrieg (en) de Wallace Fox : Limpy
- 1941 : Mob Town : Pig
- 1941 : Sea Raiders (en) : Toby Nelson
- 1941 : Spooks Run Wild de Phil Rosen : Glimpy
- 1941 : Zis Boom Bah (en) de William Nigh: Skeets Skillhorn
- 1942 : Mr. Wise Guy (en) de William Nigh : Glimpy Stone
- 1942 : Junior G-Men of the Air (en) de Lewis D. Collins : 'Bolts' Larson
- 1942 : Let's Get Tough! (en) de Wallace Fox: Glimpy
- 1942 : Tough As They Come : Pig
- 1942 : Private Buckaroo d'Edward F. Cline : Cpl. Anemic
- 1942 : Smart Alecks (en) de Wallace Fox : Glimpy
- 1942 : 'Neath Brooklyn Bridge (en) de Wallace Fox : Glimpy
- 1942 : Junior Army : Bushy Thomas
- 1943 : Mug Town : Pig
- 1943 : Kid Dynamite (en) de Wallace Fox : Glimpy McGleavey
- 1943 : Keep 'Em Slugging (en) de Christy Cabanne : Pig
- 1943 : Clancy Street Boys (en) de William Beaudine : Glimpy Freedhoff
- 1943 : Ghosts on the Loose de William Beaudine : Glimpy Williams
- 1943 : Mr. Muggs Steps Out (en) de William Beaudine : Glimpy Freedhoff
- 1944 : Million Dollar Kid de Wallace Fox : Glimpy McClosky
- 1944 : Follow the Leader de William Beaudine : Glimpy Freedhoff
- 1944 : Block Busters (en) de Wallace Fox : Glimpy
- 1944 : Bowery Champs (en) de William Beaudine : Glimpy McClusky
- 1945 : L'Or et les Femmes (Bring on the Girls) de Sidney Lanfield : Sailor
- 1945 : Docks of New York (en) de Wallace Fox : Glimpy
- 1945 : Le Joyeux Phénomène (Wonder Man) de H. Bruce Humberstone : Sailor
- 1945 : Mr. Muggs Rides Again (en) : Glimpy
- 1945 : Come Out Fighting (en) de Nigel Buesst (en) : Glimpy
- 1945 : Le Commando de la mort (A Walk in the Sun) de Lewis Milestone : Pvt. Carraway
- 1946 : Live Wires (en) de Phil Karlson : 'Sach' Jones
- 1946 : In Fast Company (en) : Horace Debussy 'Sach' Jones
- 1946 : Bowery Bombshell (en) de Phil Karlson : Horace Debussy 'Sach' Jones
- 1946 : Spook Busters (en) de William Beaudine : Horace Debussy 'Sach' Jones
- 1946 : Mr. Hex (en) de William Beaudine : Sach Sullivan
- 1947 : Hard Boiled Mahoney (en) de William Beaudine : Horace Debussy 'Sach' Jones
- 1947 : News Hounds (en) de William Beaudine : Horace Debussy 'Sach' Jones
- 1947 : Bowery Buckaroos (en) de William Beaudine : Horace Debussy 'Sach' Jones
- 1948 : Angels' Alley (en) de William Beaudine : Sach 'Turkey'
- 1948 : Jinx Money (en) de William Beaudine : Horace Debussy 'Sach' Jones
- 1948 : Smugglers' Cove (en) de William Beaudine : Sach
- 1948 : Trouble Makers (en) de Cao Baoping (en) : Sach, also called 'Chopper' McGee
- 1949 : Fighting Fools (en) de Reginald Le Borg : Sach
- 1949 : Hold That Baby! (en) de Reginald Le Borg : Sach Debussy Jones
- 1949 : Angels in Disguise (en) de Jean Yarbrough : Horace Debussy 'Sach' Jones
- 1949 : Master Minds (en) de Jean Yarbrough : Sach, aka Ali Ben Sachmo
- 1950 : Blonde Dynamite (en) de William Beaudine : Horace Debussy 'Sach' Jones
- 1950 : Lucky Losers (en) de William Beaudine : Horace Debussy 'Sach' / 'Sacramento' Jones
- 1950 : Triple Trouble (en) de Jean Yarbrough : Horace Debussy 'Sach' Jones
- 1950 : Blues Busters (en) de William Beaudine : Horace DeBussy 'Sach' Jones, aka The Bowery Thrush
- 1951 : Bowery Battalion (en) de William Beaudine : Horace Debussy 'Sach' Jones
- 1951 : Ghost Chasers (en) de William Beaudine : Horace Debussy 'Sach' Jones
- 1951 : Let's Go Navy! (en) de William Beaudine : Horace Debussy 'Sach' Jones
- 1951 : Crazy Over Horses (en) de William Beaudine : Horace Debussy 'Sach' Jones
- 1952 : Hold That Line (en) de William Beaudine : Horace Debussy 'Sach' Jones, a.k.a. Hurricane Jones
- 1952 : Here Come the Marines (en) de William Beaudine : Horace Debussy 'Sach' Jones Jr.
- 1952 : Feudin' Fools (en) de William Beaudine : Horace Debussy 'Sach' Jones
- 1952 : No Holds Barred (en) de William Beaudine : Horace Debussy 'Sach' Jones
- 1953 : Jalopy (en) de William Beaudine : Horace Debussy 'Sach' Jones
- 1953 : Loose in London (en) d'Edward Bernds : Horace Debussy 'Sach' Jones
- 1953 : Clipped Wings (en) d'Edward Bernds : Horace Debussy 'Sach' Jones
- 1953 : Private Eyes (en) d'Edward Bernds : Horace Debussy 'Sach' Jones
- 1954 : Paris Playboys (en) de William Beaudine : Horace Debussy 'Sach' Jones / Prof. Maurice Gaston Le Beau
- 1954 : The Bowery Boys Meet the Monsters (en) d'Edward Bernds : Horace Debussy 'Sach' Jones
- 1954 : Jungle Gents (en) d'Edward Bernds : Horace Debussy 'Sach' Jones
- 1955 : Bowery to Bagdad (en) d'Edward Bernds : Horace Debussy 'Sach' Jones
- 1955 : High Society de William Beaudine : Horace Debussy 'Sach' Jones
- 1955 : Spy Chasers (en) d'Edward Bernds : Horace Debussy 'Sach' Jones
- 1955 : Jail Busters (en) de William Beaudine : Horace Debussy 'Sach' Jones
- 1956 : Dig That Uranium (en) d'Edward Bernds : Horace Debussy 'Sach' Jones
- 1956 : Crashing Las Vegas (en) de Jean Yarbrough : Horace Debussy 'Sach' Jones
- 1956 : Fighting Trouble (en) de George Blair : Horace Debussy 'Sach' Jones
- 1956 : Hot Shots de Jean Yarbrough : Horace Debussy 'Sach' Jones
- 1957 : Hold That Hypnotist (en) d'Austin Jewell : Horace Debussy 'Sach' Jones
- 1957 : Spook Chasers (en) de George Blair : Horace Debussy 'Sach' Jones
- 1957 : Looking for Danger (en) d'Austin Jewell : Horace Debussy 'Sach' Jones
- 1957 : Up in Smoke (en) (Up in Smoke) : Horace Debussy 'Sach' Jones
- 1958 : In the Money de William Beaudine : Horace Debussy 'Sach' Jones
- 1966 : Second Fiddle to a Steel Guitar : Stagehand
- 1967 : Le Grand ours et l'enfant (Gentle Giant) : Dink Smith
- 1971 : Escape (TV) : Gilbert
- 1971 : The Chicago Teddy Bears (en) (série TV) : Dutch
- 1974 : Le Nouvel Amour de Coccinelle (Herbie Rides Again) de Robert Stevenson : Judge
- 1975 : The Sky's the Limit : Hitchhiker
- 1975 : The Manchu Eagle Murder Caper Mystery (en) de Dean Hargrove : Deputy Roy
- 1976 : Won Ton Ton, le chien qui sauva Hollywood (Won Ton Ton, the Dog Who Saved Hollywood) de Michael Winner : Moving man
- 1977 : Valentino : Jesse Lasky
- 1979 : Gas Pump Girls : Uncle Joe
- 1982 : The Escape Artist de Caleb Deschanel : Scully
- 1984 : The Ratings Game (en) (TV) : Benny Bentson
- 1987 : Cyclone : Long John
- 1993 : Auntie Lee's Meat Pies : Farmer